# Kilslevan House
Kilslevan House, auch Kilsleven House oder Kilchoman Manse, ist ein Pfarrhaus im schottischen Bruichladdich auf der Hebrideninsel Islay. Es befindet sich etwa 600 m nördlich von Port Charlotte und 2 km südlich von Bruichladdich direkt westlich der A847, die Portnahaven mit Bridgend verbindet. Das Gebäude steht dem Pfarrer der etwa 300 m nördlich gelegenen St Kiaran’s Church zur Verfügung. Am 28. August 1980 wurde Kilslevan House in die schottischen Denkmallisten in der Kategorie C aufgenommen.

## Beschreibung
Kilslevan House wurde um das Jahr 1845 gebaut und weist typische architektonische Merkmale des ausklingenden Georgianischen Zeitalters auf. Das ursprünglich Kilchoman Free Church Manse genannte Gebäude ist zweigeschossig gebaut und schließt mit einem schiefergedeckten Satteldach ab. Die Eingangstür ist mittig in die Vorderfront eingelassen und ist symmetrisch von fünf Sprossenfenstern umgeben. Gegenüber dem Eingangsbereich weist ein kurzer, zweigeschossiger Flügel mit Satteldach nach Westen. Das Gebäude ist in der traditionellen Harling-Technik verputzt. 1929 wurde das Pfarrhaus in Church of Scotland Manse umbenannt.